# Александър Аранджелович
Aleksandar Aranđelović 18 декември 1920 – 8 септември 1999) е югославски футболист и треньор. Като играч, Аранджелович играе професионално като нападател в Югославия, Италия, Франция и Испания в периода между 1938 и 1953 години. Като треньор, Аранджелович практикува в Канада и Австралия.

## Кариера

### Като футболист
Роден в село Църна трава, Ябланишки окръг, Аранджелович се включва в младежкия тим на „Йединство (Белград)“ през 1932, като дебютира при мъжете през 1938. В Югославия играе още за „Първа армия“, „Метела (Белград)“, „Студент (Белград)“ и „Цървена звезда (Белград)“, в Италия за „Милан“, „Падова“, „Рома“ и „Новара“, във Франция за „Расинг (Париж)“ и в Испания за Атлетико (Мадрид).
В „Падова“ играе за отбора през 1947–48 в Серия Б, и печели промоция в Сериа А. Играе в Серия А с „Падова“, „Рома“ и „Новара“ до 1951, играейки в 46 срещи в които отбелязва 20 гола.

### Като треньор
След края на футболната си кариера, Аранджелович става треньор в Канада и Австралия. В Австралия той става селекционер на сборния отбор на „Южна Австралия“ 1963. През 1963 година Тито обявява амнистия за политемигрантите, и той се завръща в Белград, където негов съотборник от Цървена звезда го урежда в „Центротурист“ като екскурзовод.